# زاك جالين
زاكاري بيتر جالن (من مواليد 3 أغسطس 1995) هو لاعب بيسبول أمريكي محترف لفريق أريزونا دياموندباكس من دوري كرة القاعدة الرئيسي (MLB). لعب البيسبول الجامعي لفريق بيسبول نورث كارولينا تار هيلز لمدة ثلاثة مواسم قبل أن ينتقل إلى فريق سانت لويس كاردينالز. في الجولة الثالثة من مشروع دوري كرة القاعدة الرئيسي لعام 2016 .
انتقل جالن إلى فريق ميامي مارلينز في عام 2017 وظهر لأول مرة في دوري كرة القاعدة الرئيسي (MLB) مع الفريق في عام 2019. ثم انتقل إلى أريزونا دايموند باكس في منتصف موسم 2019. وفي عام 2023، أُختير كرامي في الدوري الوطني في مبارة النجوم .

## نشأته ومسيرته كهاوي
ولد جالن في 3 أغسطس 1995 في سوميرديل، نيو جيرسي ،  لوالديه جيم وستايسي جالن.  عندما كان في الخامسة من عمره، رفض لعب كرة القدم مع أقرانه، وبدلاً من ذلك طالب بلعب دوري البيسبول الصغير مع فريق سومرديل؛ ثم اختير في الجولة الثالثة من مشروع دوري البيسبول الصغير من قبل فريق والده وكان يلعب مع الأطفال الذين تتراوح أعمارهم بين سبع وتسع سنوات.  في سن الحادية عشرة، انضم جالن إلى أكاديمية تري ستيت أرسنال للبيسبول في نيوجيرسي، حيث عمل كرامي ورجل قاعدة ثانٍ . 